# Aristide Ghiță
Aristide Ghiță (n. 15 iunie 1940 – d. 26 iulie 2005) a fost un fotbalist român, care a jucat pe postul de portar.
A jucat la Metalul București, Dinamo Brașov și Dinamo Bacău. Cele mai mari performanțe le-a avut la Dinamo Bacău, unde în 1970 a ajuns până în sferturile de finala ale Cupei Orașelor Târguri. A evoluat pentru Echipa națională de fotbal a României. Deși a participat la turneul de pregătire din Mexic (1969) , el a ratat convocarea la Campionatul Mondial de Fotbal 1970 din cauza unei fracturi la un deget.
După retragerea din activitate, a antrenat pe Dinamo Focșani, Unirea Focșani, Vrancart Adjud și FC Panciu.
În ultimii ani de viață era bolnav de arterită, fiind operat la București în anul 2005. A încetat din viață la 26 iulie 2005.
În memoria sa, CSM Focșani, în colaborare cu Direcția Județeană pentru Sport Vrancea, organizează Memorialul "Aristide Ghiță" la minifotbal.